# Противовъздушна отбрана
Противовъздушната отбрана е клон на военното дело, включващ предотвратяването на действието на противниковите военновъздушни сили. Има за цел защитата на наземни цели, наземни или военноморски формации или забрана за преминаване над определен район, въздушното пространство на дадена държава, или противовъздушна бойна зона, чийто обсег се определя от техническите характеристики на наличните оръжия.
С началото на използване на авиацията за изпълнение на бойни задачи, по време на Първата световна война, започва и използването на различни средства за осъществяване на въздушна защита. Те включват пехотни оръжия, леки противовъздушни оръжия, оръдия, противовъздушна артилерия, баражни балони и изтребители. По-късно постепенно започват да навлизат и да се усъвършенстват радарните инсталации. Започва и въвеждането на ракети земя-въздух и самоходни противовъздушни установки.